# Сьова (Фукусіма)

37°20′9″ пн. ш. 139°36′38″ сх. д. / 37.33583° пн. ш. 139.61056° сх. д.
Сьо́ва (яп. 昭和村, しょうわむら, МФА: [ɕoːwa muɾa]) — село в Японії, в повіті Онума префектури Фукусіма. Станом на 1 жовтня 2008 площа села становила 209,34 км². Станом на 1 січня 2009 населення села становило 1490 осіб.